# Carmen Yolanda Arencibia Santana
Carmen Yolanda Arencibia Santana   (Las Palmas de Gran Canaria, 25 de juliol de 1939 - Las Palmas de Gran Canaria, 22 de març de 2025) va ser una filòloga canària, dedicada a l'estudi de Benito Pérez Galdós. Va ser professora emèrita i catedràtica per la Universitat de Las Palmas de Gran Canaria (ULPGC), va dirigir la càtedra Benito Pérez Galdós a la ULPGC des de 1995, i entre 1989 i 1999 va ser degana de la Facultat de Filologia.
Es va llicenciar en Filosofia i Lletres (Secció de Filologia Romànica) per la Universitat de La Laguna el juny de 1961, i va obtenir el doctorat en Filologia (Secció de Filologia Hispànica) per la mateixa universitat el gener de 1982. Ha estat consellera delegada d'educació del Cabildo de Gran Canària des de 1999.  Va editar la col·lecció Arte, Naturaleza y Verdad. Obras completas de Pérez Galdós entre 2005 i 2013. va ser membre del consell de direcció d'Anales Galdosianos —la seu del qual a la Queen's University d'Ontario—, i va ocupar el càrrec de vicepresidenta de l'Associació Internacional de Galdosistas. També va ser membre de l'Acadèmia Canària de la Llengua.

## Guardons i homenatges
El 1983 va rebre un primer accèssit en el Concurs Nacional convocat pel MEC. El 1998 la Societat d'Informació Canarias7 li va concedir el premi Canarias7 d'Investigació. El 2015 va ser nomenada Filla predilecta de Las Palmas de Gran Canaria. El 2020 va guanyar el premi Comillas d'Història, Biografia i Memòries per la seva biografia Galdós. Una biografía.

## Obres publicades
A més dels nombrosos articles acadèmics, sobresurten en la seva obra les següents monografies:
- 1987. La lengua de Galdós. Estudio de variantes en galeradas. Consejería de Cultura y Deportes del Gobierno de Canarias,
- 1993. Pancho Guerra, o el amor a lo propio, Las Palmas de Gran Canaria,
- 1996. Tradición, Historia y Literatura: de Viera y Clavijo a Pérez Galdós, Universidad de Las Palmas de Gran Canaria,
- 2002. Nazarín y Halma de B. Pérez Galdós. Edición, introducción y notas, Madrid, Editorial Biblioteca Nueva,
- 2003 De Alonso Quesada a Rafael Romero, o el arte del coloquio literario, Discurso de Ingreso en la Academia Canaria de la Lengua, Islas Canarias.
- 2004. El Correo de Canarias y la Estafeta de Londres, en el diálogo social del setecientos, Anuario de Estudios Atlánticos,
- 2006.'Trafalgar' de Pérez Galdós. Dos miradas sobre un hecho histórico, Universidad de Educación a Distancia, Centro Asociado de Las Palmas de Gran Canaria.
- 2008. El archivo de Planas de poesía. Fragmentos de intrahistoria cultura; en Actas del Congreso Internacional Pedro García Cabrera (La Gomera, 10-14 de octubre de 2005), Universidad de La Laguna, Santa Cruz de Tenerife, 2008, pp. 265-284.
- 2007-2008. Galdós y Unamuno en la misma hoguera, en Anales Galdosianos. Homenaje a Peter A. Bly, XLII-XLIII pp. 31-46,
- 2005-2010- Arte, Naturaleza y Verdad. Benito Pérez Galdós. Obras completas. Tomos I a 19, Cabildo de Gran Canaria,
- 2020. Galdós. Una biografía. Editorial Tusquets.